# Tommaso Allan
Tommaso Allan (Vicenza, 26 aprile 1993) è un rugbista a 15 italiano, che milita nel ruolo di mediano d'apertura nel Perpignano.
Al Sei Nazioni 2025 è il miglior marcatore internazionale italiano in attività con 552 punti, nonché il secondo migliore in assoluto dopo Diego Domínguez.

## Biografia
Figlio di Paola Berlato, rugbista internazionale che militava nel Vicenza e nelle Perle Nere, formazione femminile del Petrarca di Padova, e di William Allan, anch'egli rugbista del Thiene prima e del Petrarca poi, e fratello del più famoso John, internazionale per la Scozia e il Sudafrica negli anni novanta, Tommaso Allan è nato a Vicenza nel 1993; cresciuto proprio nelle giovanili del club in maglia nera, visse in seguito tra Inghilterra e Sudafrica.
Perfezionatosi in Inghilterra presso le giovanili del Wasps, trascorse anche una stagione nella squadra Under-19 dei sudafricani Western Province, con i quali vinse la Currie Cup 2012 di categoria e nel 2013 divenne professionista nel Perpignano.
A livello internazionale giovanile Allan rappresentò la Scozia, avendone militato nelle formazioni Under-17, Under-18 e Under-20; tuttavia nel 2013 il C.T. della Nazionale italiana Jacques Brunel lo convocò per i test di fine anno, provocando le reazioni della federazione scozzese che a suo dire aveva formato il giocatore, nonostante Allan non avesse mai militato in Scozia a livello giovanile, ma solo in Inghilterra e Sudafrica.
Allan debuttò il 9 novembre contro l'Australia a Torino e, nonostante la sconfitta 20-50, marcò una meta al debutto; successivamente fu impegnato nel Sei Nazioni 2014 e prese anche parte alla Coppa del Mondo 2015, competizione in cui realizzò una meta e 13 calci piazzati classificandosi all'ottavo posto della classifica realizzatori del torneo.
Alla fine della stagione 2015-16, scaduto l'impegno con Perpignano, Allan fu messo sotto contratto in Italia dal Benetton, militante in Pro12; una serie di infortuni, il più recente dei quali nel 2017 al ginocchio ne misero in forse l'utilizzo in nazionale; ciononostante il nuovo C.T. Conor O'Shea lo convocò per il Sei Nazioni 2018, in tutti e cinque gli incontri partì da titolare marcando 41 punti totali con un picco di 22 nell'ultima partita contro la Scozia al termine della quale, nonostante la sconfitta per 27-29, fu premiato come miglior giocatore del match.
Prese parte alla Coppa del Mondo 2019, la sua seconda consecutiva, al termine della quale salì al terzo posto tra i migliori marcatori internazionali italiani con 313 punti; dalla stagione 2021-22 milita in Inghilterra negli Harlequins.
Nel corso della successiva Coppa del Mondo 2023 in Francia, con 34 punti, ha scavalcato Stefano Bettarello al secondo posto della graduatoria dei marcatori internazionali, attestandosi a 487 punti; inoltre, con i 14 punti realizzati contro l'Inghilterra nella prima giornata del Sei Nazioni 2024 (una meta, due trasformazioni e un piazzato), è divenuto il secondo italiano dopo Diego Domínguez a realizzare almeno 500 punti in nazionale nonché il miglior marcatore italiano nel torneo (165 punti).
Dopo il Sei Nazioni 2025 il suo score nel torneo è salito a 210 punti e quello assoluto per la nazionale a 552.

## Vita privata
Da ottobre 2018 è sposato con Benan, cittadina turca conosciuta a Barcellona dov'era studentessa in neuroscienze, ai tempi della militanza nel Perpignano.